# Amt der Veste

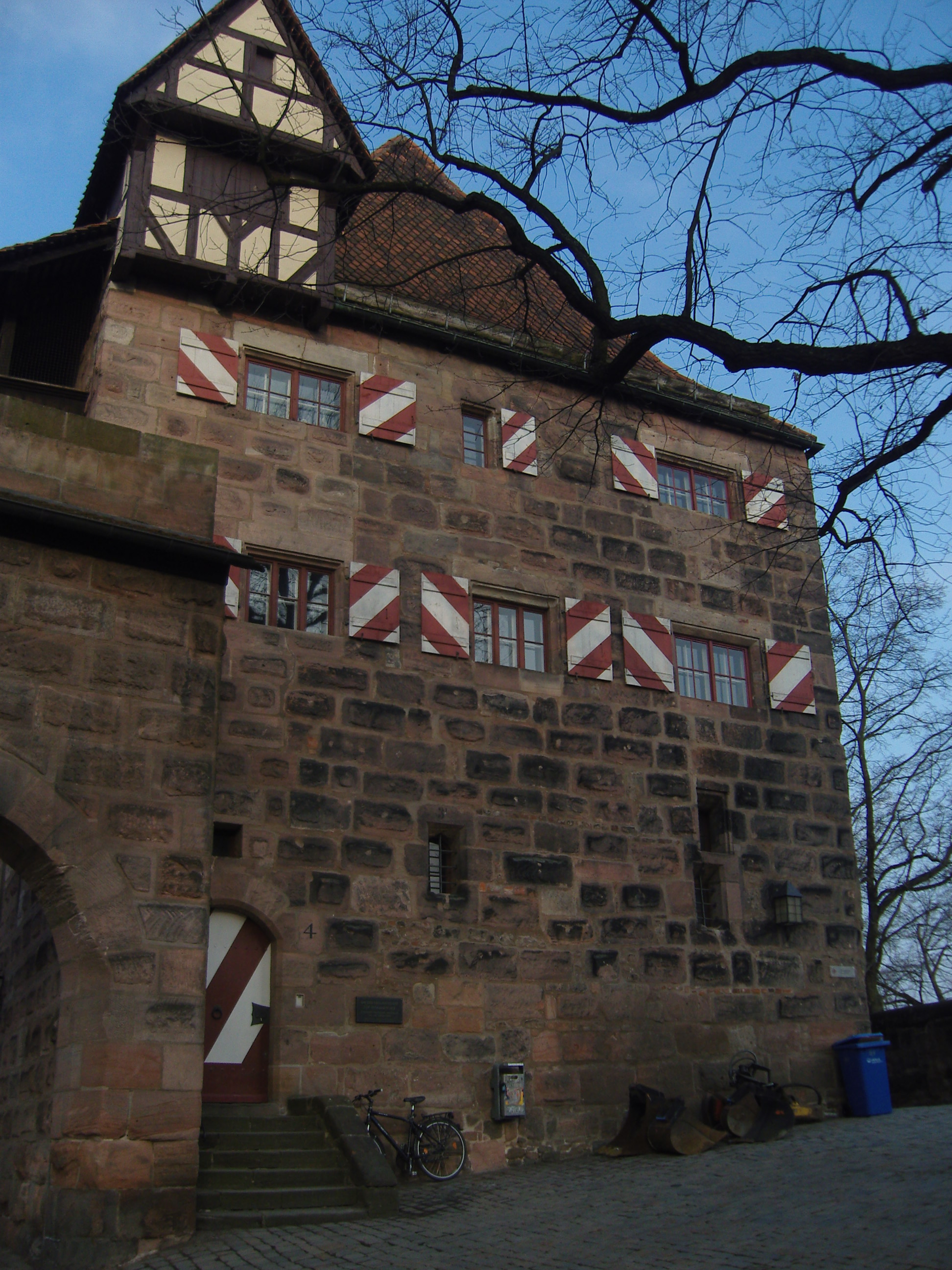
Das Burgamtmannshaus, einer der wenigen Überreste der Burggrafenburg.

Das Amt der Veste war eines der zeitweise mehr als ein Dutzend Pflegämter umfassenden Gebiete, mit denen die Reichsstadt Nürnberg die Verwaltung ihres Territorialbesitzes organisiert hatte. Den Amtssitz des Pflegamtes bildete die Nürnberger Burggrafenburg.

## Geschichte
Das Amt der Veste war mit der einige Zeit nach 1050 als castrum erwähnten Nürnberger Burggrafenburg verbunden, die am 27. Juni 1427 von den Hohenzollern der Reichsstadt Nürnberg samt dem „Amt der Veste“ und zusätzlichen Zugehörungen für 120 000 Gulden verkauft wurden. Bis zum Ende der Reichsstadt Nürnberg teilte das Amt der Veste das Schicksal dieses Territoriums und gelangte erst 1806 zusammen mit der Reichsstadt zwangsweise in den Besitz des Königreichs Bayern.